# Osoje (Dicmo)
Osoje falu Horvátországban Split-Dalmácia megyében. Közigazgatásilag Dicmo községhez tartozik.

## Fekvése
Splittől légvonalban 17, közúton 23 km-re északkeletre, Sinjtől 13 km-re délnyugatra, községközpontjától 2 km-re délre, a dalmát Zagora területén, a Zágrábot Splittel összekötő 1-es számú főúttól nyugatra fekszik.

## Története
A moreiai háború után az 1699-es karlócai béke a területet a Velencei Köztársaságnak adta, mely néhány évvel korábban már elfoglalta azt. A háború után egy csekély népesség kivételével az egész terület pusztasággá vált. A 18. század elején a hercegovinai duvnoi mező vidékéről új lakosságot telepítettek be. A velencei uralomnak 1797-ben vége szakadt és osztrák csapatok vonultak be a Dalmáciába. 1806-ban az osztrákokat legyőző franciák uralma alá került, de Napóleon lipcsei veresége után 1813-ban újra az osztrákoké lett. 1857-ben 261, 1910-ben 322 lakosa volt. 1918-ban az új szerb-horvát-szlovén állam, majd később Jugoszlávia része lett. A második világháború idején a Független Horvát Állam része lett, de lakói a partizánok oldalán harcoltak. 1991 óta a független Horvátországhoz tartozik. 2011-ben a településnek 388 lakosa volt.

## Lakosság
| Lakosság változása | Lakosság változása | Lakosság változása | Lakosság változása | Lakosság változása | Lakosság változása | Lakosság változása | Lakosság változása | Lakosság változása | Lakosság változása | Lakosság változása | Lakosság változása | Lakosság változása | Lakosság változása | Lakosság változása | Lakosság változása |
| ------------------ | ------------------ | ------------------ | ------------------ | ------------------ | ------------------ | ------------------ | ------------------ | ------------------ | ------------------ | ------------------ | ------------------ | ------------------ | ------------------ | ------------------ | ------------------ |
| 1857               | 1869               | 1880               | 1890               | 1900               | 1910               | 1921               | 1931               | 1948               | 1953               | 1961               | 1971               | 1981               | 1991               | 2001               | 2011               |
| 261                | 0                  | 125                | 64                 | 135                | 322                | 0                  | 0                  | 364                | 374                | 457                | 413                | 400                | 280                | 348                | 388                |

## Nevezetességei
Szent Kelemen pápa tiszteletére szentelt kápolnája 1882-ben épült. Homlokzata feletti harangtornyában egy harang található. Hosszúsága öt és fél méter, szélessége négy méter. Utoljára 2003-ban újították fel. A kápolnát szárazon rakott kőfal övezi.